# Curtiss SOC Seagull
Curtiss SOC Seagull (ang. mewa) – jednosilnikowy, dwupłatowy, wodnosamolot rozpoznawczy (SO – "scout-observation" – zwiadowczo-obserwacyjny) używany przez US Navy w czasie II wojny światowej.
Służył jako samolot pokładowy na pancernikach i krążownikach, w powietrze był wyrzucany z rampy-katapulty. Skrzydła samolotu składały się do tyłu w celu zmniejszenia powierzchni składowania. Napęd stanowił silnik gwiazdowy Pratt & Whitney R-1340, górne skrzydła zostały wyposażone z klapy i sloty, co dało samolotowi znakomitą charakterystykę lotu przy małych prędkościach – było to niezmiernie ważne dla samolotu wyrzucanego z katapulty i lądującego na wodzie.
Samolot został zamówiony w 1933 i oblatany już rok później, do służby wszedł z 1935 zastępując wszystkie poprzednie dwupłatowce. Produkcję zakończono w 1938 i planowano go zastąpić w 1940 nową, jednopłatową konstrukcją, jednak mający go zastąpić Curtiss SO3C okazał się samolotem bardzo nieudanym. Na większości pancerników, gdzie samoloty były zazwyczaj przechowywane na pokładzie, został zastąpiony przez samolot Vought OS2U Kingfisher, ale jako samolot obserwacyjny krążowników służył prawie do końca wojny.

## Linki zewnętrzne

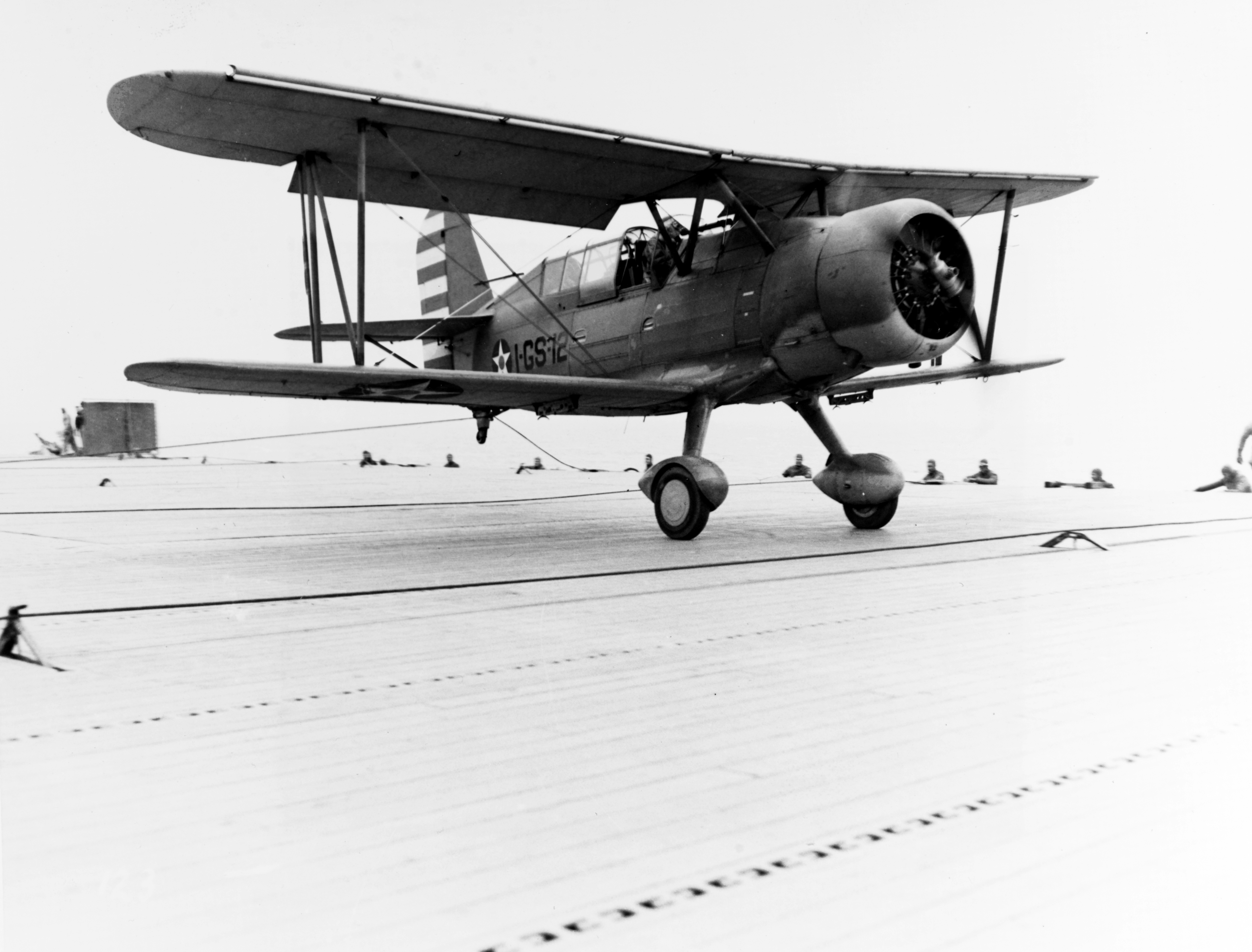
SOC-3A Seagull podczas lądowania na lotniskowcu USS „Long Island” w kwietniu 1942 r.

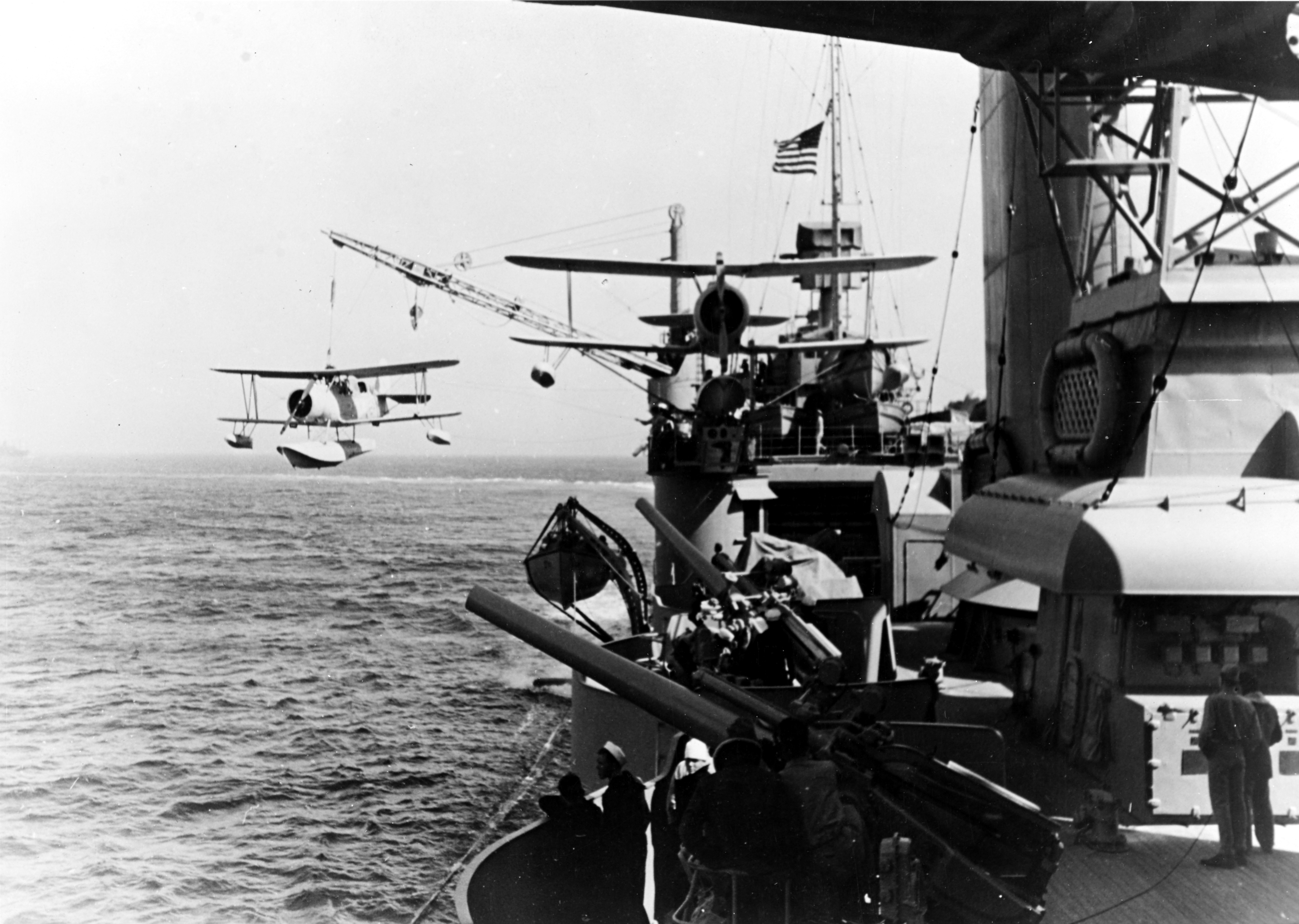
Krążownik USS Tuscaloosa (CA-37) wciąga na pokład samolot SOC Seagull, który wylądował na wodzie koło krążownika po odbyciu patrolu lotniczego podczas eskortowania konwoju do Islandii

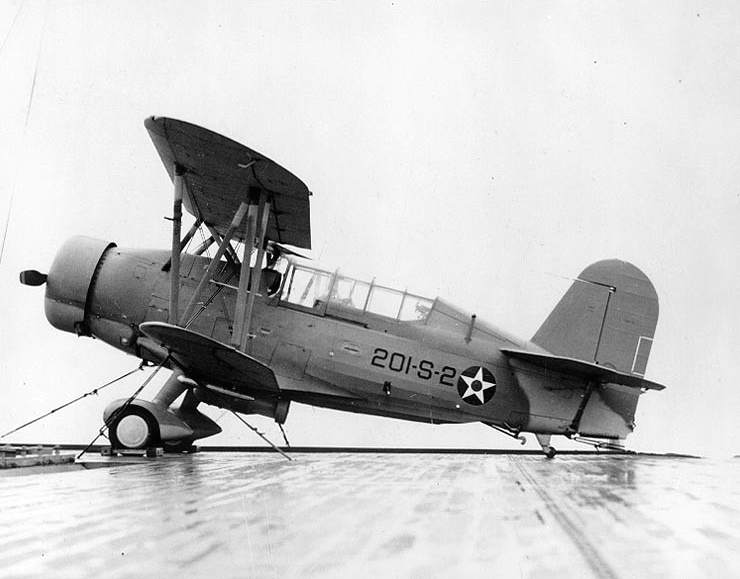
Curtiss SOC-3A Seagull na pokładzie startowym lotniskowca USS „Long Island”, 16 grudnia 1941 r.